# 中华山蓼
中华山蓼（学名：Oxyria sinensis）为蓼科山蓼属下的一个种。其种加词“sinensis”意为“中华的”。